# Słupkowa

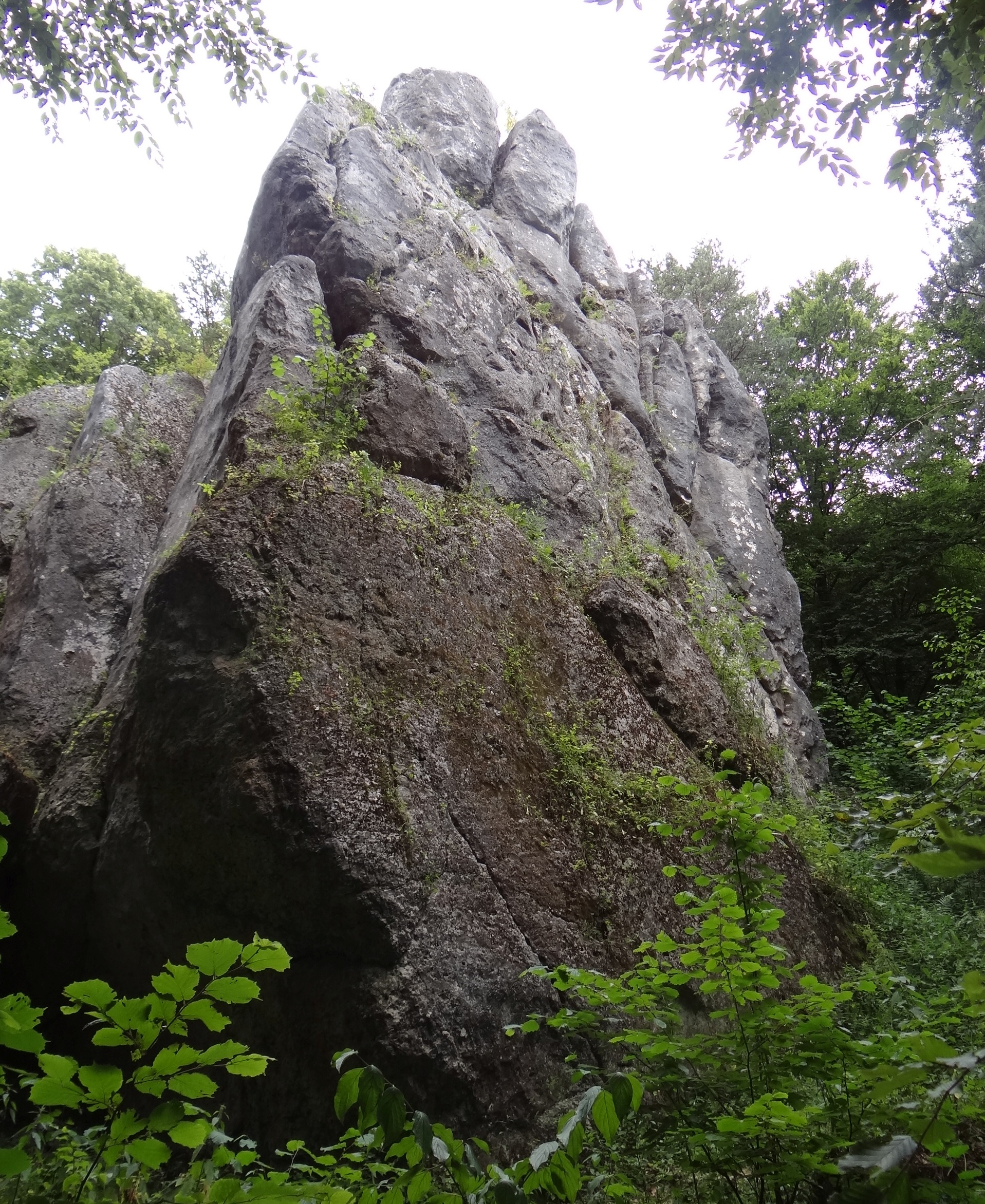

Słupkowa – skała na grzbiecie wzgórza Łężec na Wyżynie Częstochowskiej. Znajduje się w miejscowości Morsko w województwie śląskim, w powiecie zawierciańskim, w gminie Włodowice, w pasie skał ciągnących się grzbietem tego wzgórza od Zamku w Morsku na północny wschód. Słupkowa jest największą skałą w tym pasie skał i znajduje się pomiędzy skałami Przy Łężcu Trzecim i Ropusza.
Skały na Łężcu stosunkowo niedawno stały się obiektem wspinaczki skalnej i rejon ten daleki jest jeszcze do wyeksploatowania przez wspinaczy. Ciągle tworzone są na nich nowe drogi wspinaczkowe. Przez wspinaczy skalnych zaliczane są do grupy Skał Morskich. Zbudowana ze skalistego wapienia Słupkowa znajduje się w lesie. Do 2016 roku na jej ścianach wspinacze poprowadzili 15 dróg o trudności od III+ do VI.4 w skali krakowskiej. Część z nich ma zamontowane stałe punkty asekuracyjne: ringi (r) i stanowiska zjazdowe (st), na pozostałych wspinaczka tradowa (trad.). Drogi mają długość  12–17 m.

## Drogi wspinaczkowe
1. bez nazwy III+ (trad. st),
2. Technika Wyciślika VI.3 (7r+st),
3. Lewa rysa V+ (trad.),
4. Droga kursantów V+ (trad.)
5. Prawa rysa V+ (trad.),
6. Rysa Ozyrysa VI.2 (9r+st),
7. Rysa za funt kłaków VI.4 (trad.+st),
8. bez nazwy V+ (8r+st),
9. bez nazwy VI+ (7r+st),
10. bez nazwy IV+ (trad+st),
11. bez nazwy VI.1 (trad.),
12. Offowa rysa  VI+ (trad.),
13. bez nazwy IV+ (trad.) ,
14. bez nazwy VI.1 (6r+st) ,
15. Za filarem  VI.1 (4r+st)[3].